# Chez soi
Pour les articles homonymes, voir Chez soi (homonymie).
Chez soi est un magazine mensuel de design et d'aménagement intérieur publié au Québec depuis 1977. Le titre de départ de la publication était Décoration chez soi mais en 2009 il devient Chez soi.

## Ligne éditoriale
Le magazine a pour mission de faire découvrir aux lecteurs les tendances en décoration par le biais d’intérieurs, de conseils d’experts et autres dossiers thématiques. La photographie y occupe le premier plan. Chez soi présente aussi, de nombreuses chroniques sur le design en général et sur l’art de vivre, incluant une section entièrement consacrée à l’art de recevoir.  Les contenus sont axés sur le haut-de-gamme dans leur catégorie.
La marque Chez soi publie plusieurs titres en plus des 10 numéros réguliers annuels. Parmi eux :
- Hors série décoration,
- Hors série Piscines et terrasses,
- Déco condo,
- Déco fenêtres,
- Déco chalet,
- Rénovez,
- Spécial cuisines et salles de bains.

Chez soi constitue l’une des marques de TVA publications, un gestionnaire de marques médias basé à Montréal.